# 南方小钩丝壳
南方小钩丝壳（学名：Uncinuliella australiana）是属于白粉菌目白粉菌科小钩丝壳属的一种真菌，寄生在紫薇属植物上。该种分布于中国、日本、法国、新西兰、澳大利亚等地。